# درایم
درایم (به لاتین: Darayem) یک منطقهٔ مسکونی در افغانستان است که در شهرستان درایم واقع شده‌است.